# 2002年亞洲運動會中國代表團
2002年亞洲運動會於2002年9月29日至10月14日在南韓釜山舉行，中國代表團最終以150面金牌、84面銀牌及74面銅牌，第六度蟬聯獎牌榜榜首。

## 獎牌榜
| 比賽項目                | 獎牌詳情 | 金牌 | 銀牌 | 銅牌 | 總數 | 參考                    |
| 游泳                    | 金牌 男子4x100米自由泳 金牌 男子200米蝶泳（吳鵬） 金牌 男子200米自由泳（劉禹） 金牌 女子4x200米自由泳接力 金牌 女子200米自由泳（楊雨） 金牌 女子100米蛙泳（羅雪娟） 金牌 女子200米個人混合泳（齊暉） 金牌 女子100米仰泳（戰殊） 金牌 女子100米蝶泳（周雅菲） 金牌 女子100米自由泳（徐妍瑋） 銀牌 男子4x200米自由泳接力 銀牌 男子100米蛙泳（曾啟亮） 銀牌 女子200米自由泳（徐妍瑋） 銀牌 女子100米蛙泳（齊暉） 銀牌 女子200米個人混合泳（周雅菲） 銀牌 男子400米自由泳（于誠） 銀牌 女子100米自由泳（楊雨） 銅牌 男子200米個人混合泳（歐陽鯤鵬） 銅牌 女子200米蝶泳（劉茵） | 10   | 7    | 2    | 19   | [ 1 ] [ 2 ] [ 3 ]       |
| 射擊                    | 金牌 男子10米氣步槍團體 金牌 男子50米手槍慢射個人（王義夫） 金牌 女子飛碟多向個人（高娥） 金牌 男子10米氣步槍個人（李傑） 銀牌 男子50米手槍慢射個人（譚宗亮） 銀牌 男子10米氣步槍個人（張付） 銀牌 女子飛碟多向團體 | 4    | 3    | 0    | 7    | [ 3 ]                   |
| 體操                    | 金牌 男子團體 金牌 女子團體 | 2    | 0    | 0    | 2    | [ 2 ]                   |
| 舉重                    | 金牌 男子56公斤級（吳美錦） 金牌 男子69公斤級（張國政） 金牌 女子48公斤級（李卓）* 金牌 女子62公斤級（樂茂盛） 金牌 女子58公斤級（周燕） 金牌 女子63公斤級（劉霞）* 金牌 女子62公斤級（樂茂盛） 金牌 女子58公斤級（周燕） 銅牌 女子53公斤級（孟憲娟） | 8    | 0    | 1    | 9    | [ 1 ] [ 2 ] [ 3 ] [ 4 ] |
| 羽毛球                  | 金牌 女團 金牌 女子單打（周蜜） 銀牌 女子單打（龔睿娜） 銀牌 女子雙打（高崚／黃穗） 銅牌 女子雙打（楊維／黃楠雁） 銅牌 混合雙打（陳其遒／/張潔雯） | 2    | 2    | 2    | 6    | [ 5 ] [ 6 ]             |
| 公路自行車              | 金牌 女子24公里個人計時賽（李梅芳） 銅牌 女子100公里計時賽（姜艷霞） | 1    | 0    | 1    | 2    | [ 1 ] [ 3 ]             |
| 擊劍                    | 金牌 男子花劍團體 金牌 男子花劍（王海濱） 金牌 男子重劍（趙剛） 金牌 女子花劍（張蕾） 銀牌 男子重劍團體 銀牌 男子重劍（王磊） 銀牌 男子佩劍（王敬之） 銅牌 男子花劍（吳漢雄） 銅牌 女子佩劍（譚雪） 銅牌 女子重劍（沈巍巍） | 4    | 3    | 3    | 10   | [ 7 ] [ 1 ] [ 2 ]       |
| 水上芭蕾                | 銀牌 雙人（顧貝貝／張曉歡） 銅牌 單人（李震） | 0    | 1    | 1    | 1    | [ 2 ] [ 3 ]             |
| 柔道                    | 金牌 女子78公斤以上級（孫福明） 金牌 女子70公斤級（秦東亞） 銀牌 女子52公斤級（冼東妹） 銅牌 女子78公斤級（潘玉慶） 銅牌 女子63公斤級（李淑芳） | 2    | 1    | 2    | 5    | [ 1 ] [ 2 ] [ 3 ]       |
| 創亞運會紀錄 創世界紀錄 | |      |      |      |      |                         |